# Siderit (meteorit)

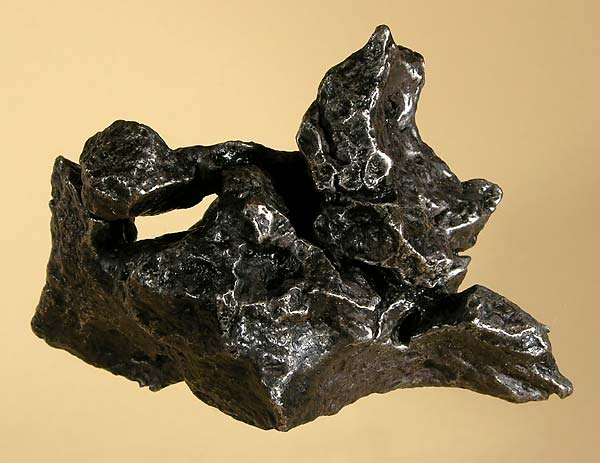
Železný meteorit z lokality Campo del Cielo v Argentině

Siderit je druh meteoritu, který je složen především ze slitiny železa a niklu s menším množstvím minerálů. Někdy se označuje také jako meteorické železo. Tvoří asi 18 % všech nalezených meteorů.
Na rozdíl od častějších typů meteoritů – chondritů – které mají podobné složení, jako měla sluneční soustava několik miliónů let po svém zrodu, prošly siderity geologickým horotvorným procesem – pocházejí pravděpodobně z jader rozbitých planetek.
Největší nalezený siderit váží šedesát tun. Leží v Namibii. Podle stupně koroze se odhaduje, že původně měl asi 100 tun.

## Poznámka
Meteority siderity se svým složením a strukturou nepodobají minerálu siderit. Společné s ním mají jen to, že obsahují železo.